# Titus Neupert

Titus Neupert (2018)

Titus Neupert (* 29. Mai 1985 in Dresden) ist ein deutscher Physiker und Hochschullehrer.

## Leben
Neupert studierte an der Technischen Universität Dresden und der Universität Zürich Physik, führte danach seine Doktorarbeit am Paul-Scherrer-Institut durch und promovierte 2013 an der ETH Zürich. Nach dreijähriger Tätigkeit als Postdoktorand am Princeton Center for Theoretical Sciences der Princeton University wurde er 2016 als Assistenzprofessor an die Universität Zürich berufen. 2019 wurde Neupert zum außerordentlichen Professor ernannt. Seit 2021 ist er Mitglied des Direktoriums der Digital Society Initiative (DSI) der Universität Zürich.

## Werk
Neupert befasst sich mit Anwendung der Mathematik in der Festkörperphysik, wie topologischen Isolatoren oder dem Quanten-Hall-Effekt. In seiner Dissertation mit dem Titel „Electron fractionalization in two-dimensional quantum systems: Majorana fermions and fractional topological insulators“ hat er theoretisch die Existenz des fraktionalen Quanten-Hall-Effekts in Gittersystemen gezeigt, den fraktionalen Chern-Isolatoren. Er forscht an der Erweiterung des Konzepts von topologischen Phasen auf topologische Phasen höherer Ordnung. Diese Zustände zeichnen sich durch geschützte Randmoden auf Kanten und Ecken eines Systems aus, im Gegensatz zu topologischen Isolatoren, die geschützte Oberflächenmoden haben.

## Wissenschaftliche Auszeichnungen
Neupert erhielt 2013 für seine Promotionsarbeit den Preis in allgemeiner Physik der Schweizerischen Physikalischen Gesellschaft.
2019 wurde er mit dem Klung-Wilhelmy-Wissenschafts-Preis ausgezeichnet.

## Publikationen (Auswahl)
- Mit Florian Gorenflot, Machine learning for quantum state encoding of chiral phases of matter, Masterarbeit Universität Zürich 2018. OCLC 1198712998
- Mit Kenny Choo, Eliska Greplova, Mark H Fischer: Machine Learning kompakt : Ein Einstieg für Studierende der Naturwissenschaften, Wiesbaden Springer Spektrum 2020. OCLC 1237597435
- Mit Cécile Repellin, Ashley M Cook, Nicolas Regnault, Numerical investigation of gapped edge states in fractional quantum Hall-superconductor heterostructures, Npj quantum materials. volume:3 number:1, 12-2018. OCLC 1187842575
- Luca Fresta, Benjamin Schlein, Marcello Porta, Supersymmetry and renormalization in the theory of random Schrödinger operators, Dissertation Universität Zürich 2020. OCLC 1271798052
- M. Horio et al: Two-dimensional type-II Dirac fermions in layered oxides. In: Nature. 14. August 2018, doi:10.1038/s41467-018-05715-2 (englisch).